# Mary Philips
Pour les articles homonymes, voir Philips (homonymie).
Pour la suffragette, voir Mary Phillips.
Mary Philips est une actrice américaine, née le 23 janvier 1901 à New London (Connecticut), morte le 22 avril 1975 à Santa Monica (Californie).

## Biographie
Mary Philips commence sa carrière d'actrice au théâtre et joue à Broadway (New York) entre 1918 et 1945, dans vingt-deux pièces, ainsi que (souvent comme « chorus girl ») dans cinq comédies musicales et quatre revues. Parmi celles-ci figure notamment la pièce Nerves, jouée en 1924, où elle joue aux côtés d'Humphrey Bogart et Kenneth MacKenna. Elle épousera le premier en 1928, avant de divorcer en 1937. Un an plus tard, en 1938, elle épouse Kenneth MacKenna, et leur union durera jusqu’en 1962, année de la mort de ce dernier. 
Au cinéma, elle apparaît d'abord dans un court métrage musical sorti en 1930, où elle retrouve Bogart (après la pièce Skyrocket à Broadway en 1929). En tout, elle contribue à vingt-et-un films américains, le dernier en 1954 étant Prince Vaillant d'Henry Hathaway, avec Robert Wagner dans le rôle-titre et Janet Leigh.
Dans l'intervalle, elle collabore notamment à L'Adieu aux armes de Frank Borzage (version de 1932, avec Helen Hayes et Gary Cooper), L'Inconnue du palace de Dorothy Arzner (1937, avec Joan Crawford et Franchot Tone), ou encore Péché mortel de John M. Stahl (1945, avec Gene Tierney et Cornel Wilde).
À la télévision, Mary Philips ne jouera que dans une seule série, en participant à un seul épisode, diffusé en 1952.

## Théâtre (à Broadway)
(pièces, sauf mention contraire)
- 1918-1919 : The Canary, comédie musicale, musique d'Ivan Caryll et Irving Berlin, livret de Harry B. Smith
- 1920 : Poor Little Ritz Girl, comédie musicale, musique de Richard Rodgers et Sigmund Romberg, lyrics de Lorentz Hart et Alex Gerber, livret de Lew M. Fields et George Campbell
- 1921-1922 : Lilies of the Field de William J. Hurlbut, avec Alison Skipworth, Cora Witherspoon
- 1922 : Pins and Needles, revue, musique de James Hanley et Frederick Chappelle, lyrics de Ballard MacDonald, Rupert Hazel et Irving Caesar, livret d'Albert De Courville, Wal Pink et Edgar Wallace
- 1922-1923 : The Old Soak de Don Marquis, avec Harry Beresford
- 1924 : Nerves de John Farrar et Stephen Vincent Benét, avec Humphrey Bogart, Paul Kelly
- 1925 : Big Boy, comédie musicale, musique de James Hanley et Joseph Meyer, lyrics de Buddy DeSylva, livret de Harold Atteridge, avec Al Jolson
- 1925-1926 : One of the Family de Kenneth S. Webb, avec Beulah Bondi, Louise Closser Hale, Grant Mitchell
- 1926 : The Wisdom Tooth de Marc Connelly, avec Thomas Mitchell
- 1926-1927 : Two Girls wanted de Gladys Unger
- 1926-1927 : Gay Paree of 1926, revue, musique d'Alberta Nichols, Maurie Rubens et J. Fred Coots, lyrics de Mann Holiner, Clifford Grey et J. Fred Coots, livret de Harold Atteridge
- 1927-1928 : The Five O'Clock Girl, comédie musicale, musique et lyrics de Harry Ruby et Bert Kalmar, livret de Guy Bolton et Fred Thompson, costumes de Charles Le Maire
- 1929 : Skyrocket de Mark Reed, avec Humphrey Bogart, Howard Freeman, Ian Wolfe
- 1929-1930 : Gambling de, produite par et avec George M. Cohan
- 1930 : The Tavern de Cora Dick Gantt, produite par et avec George M. Cohan
- 1930 : The Song and Dance Man de, produite par et avec George M. Cohan
- 1930-1931 : Oh, Promise Me de (et mise en scène par) Howard Lindsay et Bertrand Robinson, avec Donald Meek
- 1931 : The House Beautiful de Channing Pollock, avec Lionel Stander, Raymond Walburn
- 1931-1932 : The Laugh Parade, revue, musique de Harry Warren, lyrics de Mort Dixon et Jo Young, livret d'Ed Wynn et Ed Preble, mise en scène de (et avec) Ed Wynn
- 1932 : Black Sheep de, produite et mise en scène par Elmer Rice, avec Jean Adair, Ann Shoemaker
- 1933 : Both Your Houses de Maxwell Anderson, avec J. Edward Bromberg, Russell Collins, Jerome Cowan, Oscar Polk, Joseph Sweeney
- 1933-1934 : All Good Americans de Laura et S.J. Perelman, avec James Stewart
- 1934 : The Pure in Heart de John Howard Lawson, avec Tom Powers
- 1934 : Come what May de Richard F. Flournoy
- 1934-1935 : Merrily We Roll Along de George S. Kaufman et Moss Hart, mise en scène de George S. Kaufman, avec Walter Abel, Charles Halton, Jessie Royce Landis
- 1934-1935 : Anything Goes, comédie musicale, musique et lyrics de Cole Porter, livret de Guy Bolton et P.G. Wodehouse, révisé par Howard Lindsay et Russel Crouse, orchestrations de Robert Russell Bennett et Hans Spialek, avec Ethel Merman, Victor Moore
- 1935 : A Touch of Brimstone de Leonora Kaghan et Anita Philips, mise en scène de Frank Craven, avec Cora Witherspoon, Roland Young
- 1936 : Le facteur sonne toujours deux fois (The Postman always rings Twice), adaptation du roman éponyme de James M. Cain, avec Richard Barthelmess, Charles Halton
- 1936-1937 : The Show is On, revue, musique de Vernon Duke et autres, lyrics de Ted Fetter et autres, livret de David Freedman (en), mise en scène et décors de Vincente Minnelli, avec Reginald Gardiner, Bert Lahr, Charles Walters
- 1938 : Spring Thaw de Clare Kummer, avec Roland Young
- 1944-1945 : Chicken Every Sunday de Julius J. et Philip G. Epstein, d'après un roman de Rosemary Taylor, avec Hope Emerson, Rhys Williams

## Filmographie complète

### Au cinéma
- 1930 : Broadway's Like That d'Arthur Hurley (court métrage)
- 1932 : La vie commence (Life begins) de James Flood et Elliott Nugent
- 1932 : L'Adieu aux armes (A Farewell to Arms) de Frank Borzage
- 1937 : Une certaine femme (That Certain Woman) d'Edmund Goulding
- 1937 : À l'est de Shanghaï (Wings Over Honolulu) de H.C. Potter
- 1937 : L'Inconnue du palace (The Bride Wore Red) de Dorothy Arzner
- 1937 : Mannequin (titre original) de Frank Borzage
- 1937 : As Good as Married d'Edward Buzzell
- 1944 : Les Nuits ensorcelées (Lady in the Dark) de Mitchell Leisen
- 1945 : Captain Eddie de Lloyd Bacon
- 1945 : La Blonde incendiaire (Incendiary Blonde) de George Marshall
- 1945 : L'Apprentie amoureuse (Kiss and Tell) de Richard Wallace
- 1945 : Péché mortel (Leave Her to Heaven) de John M. Stahl
- 1947 : Le Fiancé de ma fiancée (Dear Ruth) de William D. Russell
- 1949 : The Life of Riley (en) d'Irving Brecher (en)
- 1949 : Secret de femme (A Woman's Secret) de Nicholas Ray
- 1949 : Le Démon du logis (Dear Wife) de Richard Haydn
- 1951 : Vendeur pour dames (I can get it for You Wholesale) de Michael Gordon
- 1951 : Ma fille n'est pas un ange (Dear Brat) de William A. Seiter
- 1953 : Geraldine de R. G. Springsteen
- 1954 : Prince Vaillant (Prince Valiant) d'Henry Hathaway

### À la télévision
- 1952 : Série Lights Out
  - Saison 4, épisode 53 The Red Rose